# Podonomus fittkaui
Podonomus fittkaui är en tvåvingeart som beskrevs av Lars Zakarias Brundin 1966. Podonomus fittkaui ingår i släktet Podonomus och familjen fjädermyggor.
Artens utbredningsområde är Peru. Inga underarter finns listade i Catalogue of Life.